# Плюшевоголовая разноцветная сойка
Плюшевоголовая разноцветная сойка (лат. Cyanocorax chrysops) — вид птиц рода разноцветные сойки семейства врановых. Выделяют четыре подвида. Встречается в центральной и южной части Южной Америки: на юго-западе Бразилии, Боливии, Парагвае, Уругвае и северо-востоке Аргентины, включая южные районы речных систем бассейна Амазонки, граничащих с Пантаналом.

## Описание
Плюшевоголовая разноцветная сойка достигает длины 32-36 см, и массы 127-170 г. Половой диморфизм не выражен. Голова, горло и верхняя часть груди чёрные, на лбу и темени короткий чуб, под глазами тёмно-синие пятна, за глазами светло-голубые пятна. Затылок голубовато-белый, задняя часть шеи тёмно-фиолетовая. Верхняя часть тела тёмно-сине-фиолетовая, нижняя часть тела кремовая, кончик хвоста кремовый. Радужная оболочка бледно-жёлтая, клюв и лапы черноватые.

## Ареал

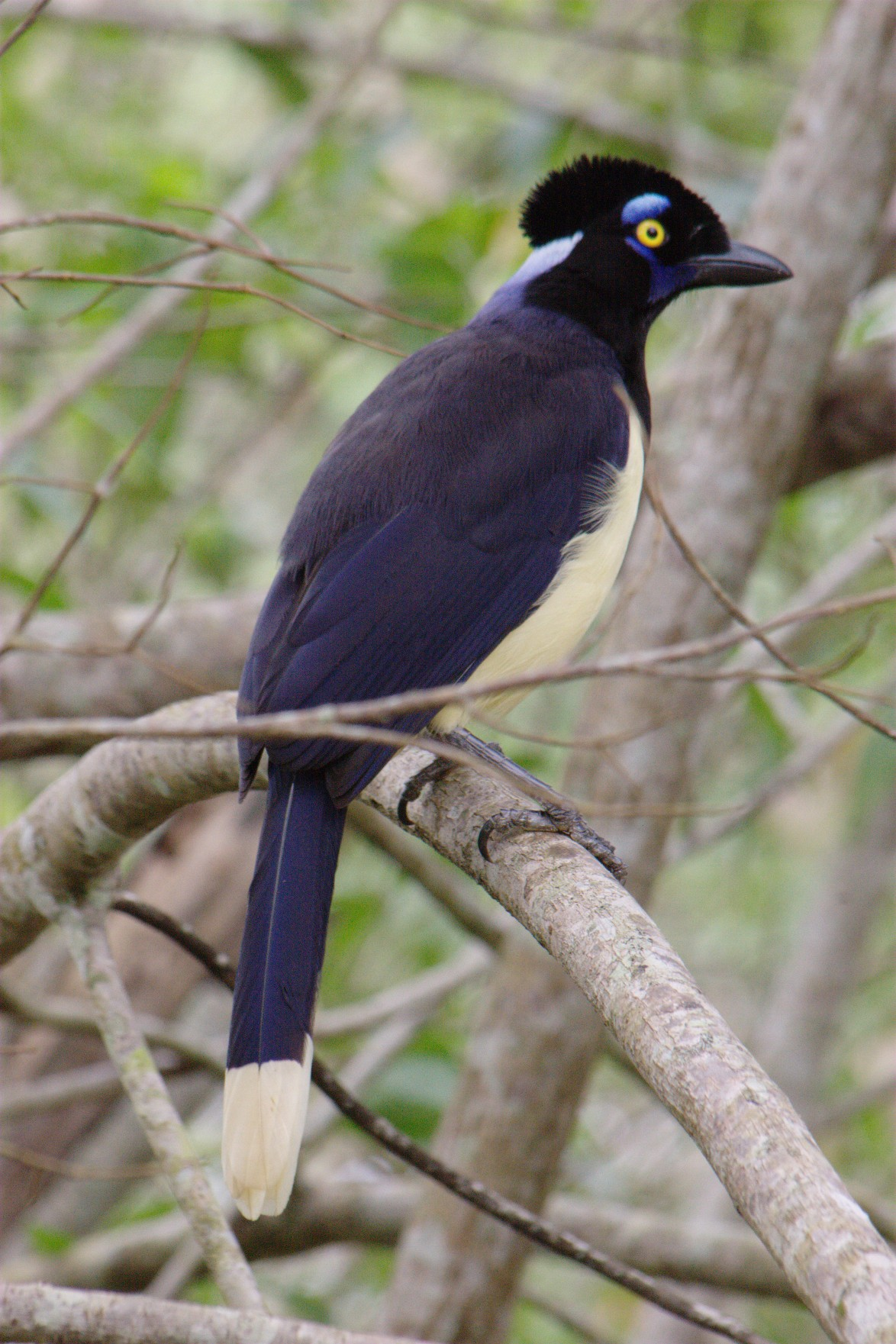
Плюшевоголовая сойка

Ареал плюшевоголовой сойки простирается от Южного региона, Бразилии с Уругваем и приближается к побережью Южной Атлантики, исключая полосу побережья шириной примерно 400—150 км. Прибрежный ареал простирается на 3500 км от Сан-Паулу на юг до Риу-Гранди-ду-Сул, граничащей с Уругваем. Внутренний ареал продолжается на северо-западе Уругвая и простирается на северо-запад через северную Аргентину, Парагвай, Боливию и через Пантанал на юге Серрадо. Внутренний ареал простирается двумя рукавами: на северо-запад до северной Боливии и на северо-восток до истоков реки Тапажос в бассейне Амазонки.
В бассейне Амазонки центральная Боливия является северо-западной границей ареала, верховьями притоков к северо-северо-востоку, впадающему в реку Мадейра. Следующая граница проходит через реку Гуапоре (приток Мадейры, текущий на северо-запад), на восток на границе Бразилии и Боливии, а затем находится в истоках реки Тапажос и соединяется на востоке с крайними истоками реки Шингу.